# Party Tour
The Party Tour («La gira de la festa») va ser la primera gira mundial realitzada per la cantant de pop-rock Pink el 2002 per promocionar el seu segon àlbum Missundaztood. En aquesta gira, Pink es va presentar només acompanyada per la seva banda –no hi va haver ballarins en el xou– i només canta dues cançons del seu àlbum debut Can't Take Me Home, i la major part de Missundaztood. També va realitzar versions de cançons de Janis Joplin, Mary J. Blige i 4 Non Blondes.

## Antecedents
Després de la promoció del seu segon àlbum d'estudi, Missundaztood, Pink va dir que era orgullosa del nou so de l'àlbum i va anar de gira amb la nova banda. Pink va tenir el control complet de tots els aspectes de la gira, inclòs els actes d'obertura i la posada en escena. Durant una entrevista als premis ESPY, Pink va dir que va triar el grup Candy Ass, perquè sempre volia treballar amb una banda de noies. Més encara, va dir que anava a cobrir cançons dels seus inspiracions musicals, entre ells 4 Non Blondes, Aerosmith, Janis Joplin, Guns N 'Roses i Mary J. Blige. L'etapa va ser molt simple que consisteix en un teló de fons s'assembla a una paret de maons amb un text grafit que diu «P!nk», una pantalla de vídeo, llums, instruments i un micròfon. La configuració del programa va ser dissenyat per a les discoteques i sales de concert que tenien una capacitat de 3.000 persones. Durant aquest temps, les col·legues de Pink Britney Spears i Christina Aguilera eren de gira als Estats Units en estadis esportius i amfiteatres. Pink va dir:
| « | Grans produccions, per a mi, són grans-m'encanta anar a Las Vegas i veure els shows-però crec que de vegades és molest, especialment quan vostè està allà per escoltar la música que tocava estava de gira conNSYNC. I jo no sé si això era apropiat, però era una cosa així com un premi de cinc milions de dòlars. | » |

La gira va ser patrocinada per Bally Total Fitness. Durant els assaigs, Pink es va posar en contacte amb Lenny Kravitz i fent broma va dir que estava assajant per ser els seus teloners en la seva pròxima gira per Amèrica del Nord. Va convidar la cantant de rock per veure assajar. També li va enviar un parell de roba interior negre i rosa, amb el text «The Pink/Lenny Tour». Sobre l'acabament de les seves dates d'Amèrica del Nord, Pink va continuar de gira pels Estats Units com a teloner de la gira «Lenny Live». Després la cantant va emprendre una mini-gira per Europa, visitant Anglaterra, Irlanda i Alemanya. Va continuar la gira al Japó i Nova Zelanda abans de viatjar a Austràlia al «Festival de la Rumba».

## Actes d'obertura
- Candy Ass (Amèrica del Nord)
- Lucky 7 (Hawaii)

## Llista de cançons[1]
1. «Most Girls» (Introducció)
2. «Get the Party Started
3. «Missundaztood»
4. «18 Wheeler»
5. «What's Up?»
6. «Dear Diary»
7. «Respect»
8. Popurri: «I Love You (Mary J. Blige song)|I Love You» / «You're All I Need to Get By»
9. «Janie's Got a Gun»,«Misery»(a Pasadena amb Steven Tyler)
10. «You Make Me Sick»
11. «Just like a Pill»
12. «Lonely Girl»
13. «Sweet Child o' Mine» (Interludi)
14. «Numb»
15. Popurri: «Summertime» / «Piece of My Heart» / «Me and Bobby McGee»
16. «Family Portrait»
17. «My Vietnam» (conté elements de «The Star-Spangled Banner»)

Bis
1. 1. «Eventually»
  2. «There You Go»
  3. «Don't Let Me Get Me»

## Nota addicional
Durant un concert de Pink a Pasadena, va cantar «Misery» amb Steven Tyler en lloc de «Janie's Got a Gun».